# 청자고둥상과
청자고둥상과(Conoidea)는 고복족류에 속하는 포식성 바다 달팽이, 해양 복족류 연체동물 상과 분류군이다. 가장 큰 해양 연체동물군으로 약 340개 속에 4,000여 종으로 이루어져 있다. 단풍고둥과 송곳고둥, 청자고둥 등을 포함하고 있다. 청자고둥상과 내의 계통학적 관계는 잘 확립되지 않았다. 여러 과(특히 단풍고둥과)와 아과, 속이 다계통적이라고 간주된다.

## 하위 과
| - Borsoniidae - Bouchetispiridae - Clathurellidae - Clavatulidae - Cochlespiridae - 청자고둥과 (Conidae) | - Conorbidae - Drilliidae - Fusiturridae - Horaiclavidae - Mangeliidae - Marshallenidae | - Mitromorphidae - Pseudomelatomidae - Raphitomidae - 송곳고둥과 (Terebridae) - 언챙이고둥과 또는 단풍고둥과 (Turridae) |